# 山下未愛
山下 未愛（やました みう、2003年 (平成15年) 9月6日 - ）は、文京学院大学外国語学部 英語コミュニケーション学科に在学する日本の女子大学生タレント。
バラエティ番組『オールナイトフジコ』（フジテレビ系列）に「フジコーズ」として番組末期までレギュラー出演していた（3期生・学生番号25番）。

## 来歴
昔から芸能活動に興味があり、大学生になってから『オールナイトフジコ』を見始め、私もテレビに出てみたい！アイドル活動やバラエティ番組を経験してみたい！という思いで、フジコーズの3期生オーディションに応募。見事合格し、2024年5月17日放送分より『オールナイトフジコ』にフジコーズとしてレギュラー出演中。

## 人物
- 愛称はやまみー
- 趣味は歌を歌うこと・韓ドラ・アニメ・YouTube鑑賞
- 特技はバスケで3期生紹介の際にフリースローを披露した。
- 好きな食べ物はアサイーボウル
- 嫌いな食べ物は辛ラーメン
- 好きな言葉は一期一会
- 「オールナイトフジコ」のMC陣の中で一番好きなのは森田哲矢（さらば青春の光）[3]
- 握力には自信があり、誰にも負けないという。

## 出演

### テレビ
- オールナイトフジコ（2024年5月17日 - 、フジテレビ） - フジコーズとして

### ラジオ
- DJ Tomoaki's Radio Show!（2024年9月26日、2025年3月6日、6月26日、下北FM）[4][5][6]
- イマドキッキャンパスナイト（2024年10月15日、MBSラジオ）[7]

## その他の活動
- 「推しVacation」旅人 - 同じく元フジコーズの三好菜乃と共に[8]